# Basilio Muñoz
Basilio Muñoz (Melo, 13 de septiembre de 1860 – Montevideo, 4 de julio de 1948) fue un escribano público, militar y político uruguayo, perteneciente al Partido Nacional.

## Biografía
Tercero de una estirpe de caudillos del mismo nombre que pelearon desde la Batalla de Las Piedras en 1811 hasta el fallido intento revolucionario en 1935 contra Gabriel Terra. 
Fue figura decisiva en la revolución de 1897 y en la Revolución de 1904 acaudilladas por Aparicio Saravia. Su conducta -presuntamente negligente y poco agresiva- antes y durante la Batalla de Masoller, que definió el curso de la guerra civil de 1904, le significó el odio de los líderes blancos más radicales, que no le perdonaron tampoco el haber firmado la Paz de Aceguá en septiembre de 1904. Cuando en 1910 se oficializó la segunda candidatura presidencial para el período 1911-1915 de José Batlle y Ordóñez, Muñoz procuró movilizar al Partido Nacional en otro intento de revolución, pero todo no pasó de un conato finalizado en el «convenio de Rivera» (13 de noviembre de 1910).
En 1935, con 75 años, volvió a liderar un movimiento revolucionario, esta vez la llamada Revolución de Enero. Fue un levantamiento militar de nueve días de duración contra la dictadura de Gabriel Terra, al frente de una coalición de blancos independientes y batllistas, dispersada por el ataque de aviación militar en los montes del Río Negro. Tras esto debió refugiarse en Brasil. Se distanció radicalmente de Luis Alberto de Herrera, otro participante de las revoluciones de 1897 y 1904, pues éste apoyó decididamente a Terra; ambos se reconciliarían años después.
En las elecciones generales de 1946, se postuló a la Presidencia de la República cosechando magros resultados, con una candidatura que intentó rivalizar con Luis Alberto de Herrera.

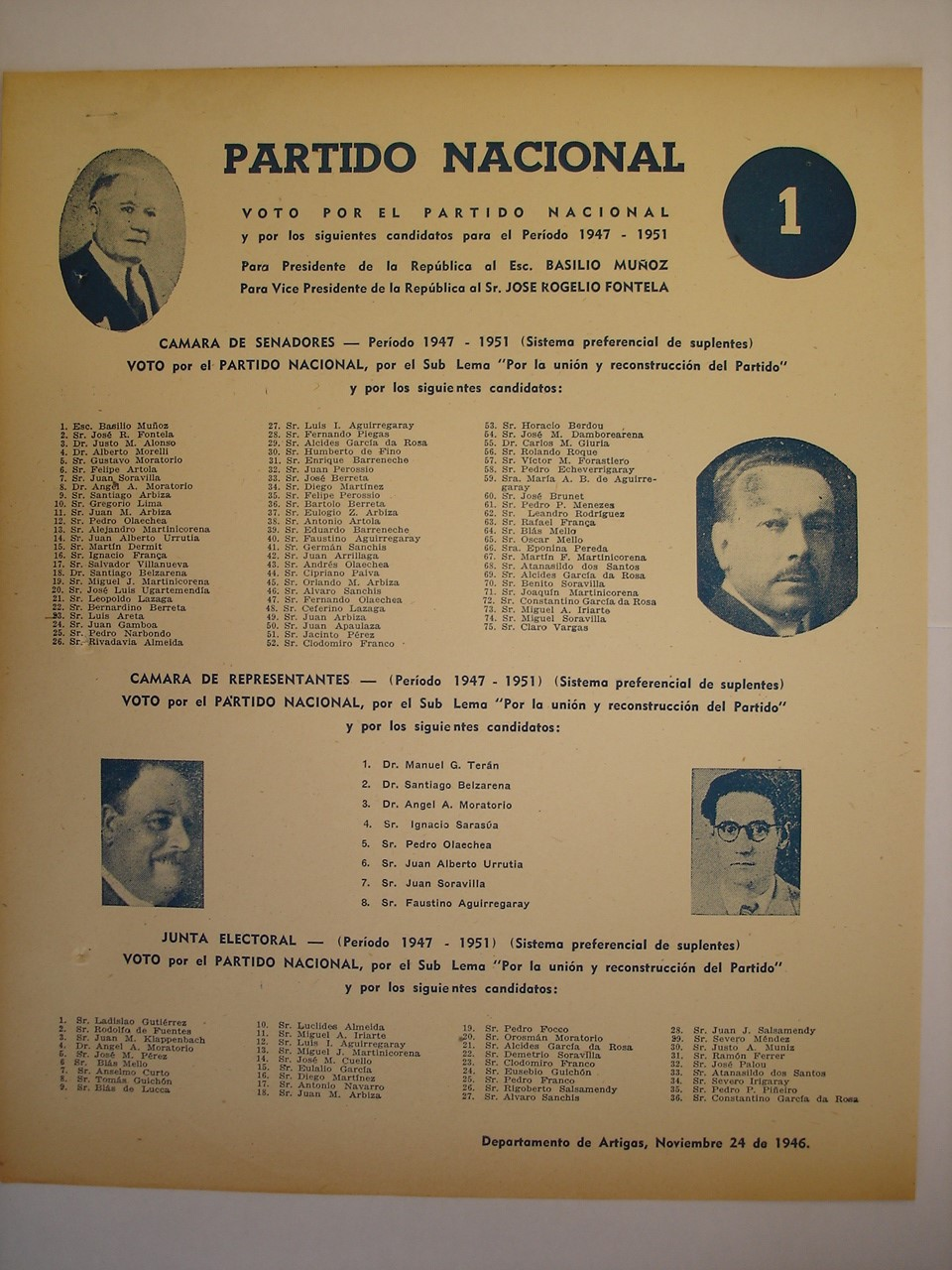
Una lista política del Partido Nacional para las elecciones generales de 1946 de Uruguay que postula como presidente a Basilio Muñoz.

Murió a los 88 años en plena sesión del Senado, del cual formaba parte.